# Бад Тенштет
Бад Тенштет (њем. Bad Tennstedt) град је у њемачкој савезној држави Тирингија. Једно је од 47 општинских средишта округа Унструт-Хајних. Према процјени из 2010. у граду је живјело 2.581 становника. Посједује регионалну шифру (AGS) 16064004.

## Географски и демографски подаци
Бад Тенштет се налази у савезној држави Тирингија у округу Унструт-Хајних. Град се налази на надморској висини од 172 метра. Површина општине износи 27,3 km². У самом граду је, према процјени из 2010. године, живјело 2.581 становника. Просјечна густина становништва износи 95 становника/km².

## Међународна сарадња
| Мјесто              | Држава | Врста сарадње | Од    |
| ------------------- | ------ | ------------- | ----- |
| Козмин Вјелкополски | Пољска | контакт       | 2000. |
| Извор               |        |               |       |